# Bippen
Bippen település Németországban, azon belül Alsó-Szászország tartományban. Lakosainak száma 3078 fő (2023. december 31.). Bippen Berge és Eggermühlen községekkel határos.

## Népesség
A település népességének változása:
| Lakosok száma | 2952 | 2980 | 2949 | 2997 | 3045 | 3078 |
|               | 2016 | 2017 | 2019 | 2021 | 2022 | 2023 |